# Portugiesische Revolution von 1910

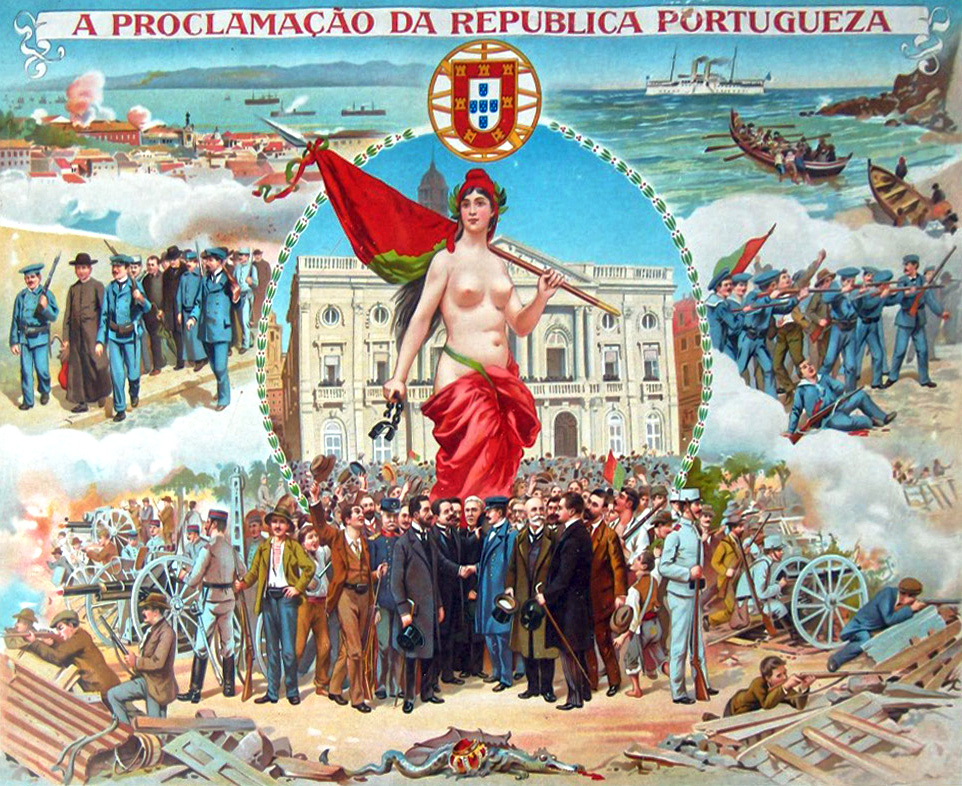
Zeitgenössische Abbildung der Revolution von 1910

Die Portugiesische Revolution von 1910, auch Revolution vom 5. Oktober 1910 genannt, war der Sturz der jahrhundertealten portugiesischen Monarchie und führte zur Gründung der Ersten Portugiesischen Republik. Sie war das Ergebnis eines von der Portugiesischen Republikanischen Partei organisierten Staatsstreichs. Nachdem das Militär den fast zweitausend Soldaten und Matrosen, die sich am 3. und 4. Oktober 1910 auflehnten, nur zögerlich entgegengetreten war, wurde am nächsten Tag um 9 Uhr morgens vom Balkon des Lissabonner Rathauses die Republik ausgerufen. Eine provisorische Regierung unter Teófilo Braga lenkte die Geschicke des Landes bis zur Verabschiedung einer Verfassung im Jahr 1911. Eine neue Flagge und Nationalhymne wurde eingeführt und die Revolutionäre führten zahlreiche antiklerikale und modernisierende Maßnahmen ein. Die neue Republik erwies sich allerdings als instabil und einige der Errungenschaften wurden später unter dem reaktionären Estado Novo wieder rückgängig gemacht. Die Monarchie wurde allerdings nicht restauriert.

## Ausgangslage

Portugiesische Territorialforderungen in Afrika von 1890

Die seit dem 12. Jahrhundert bestehende portugiesische Monarchie befand sich schon im 19. Jahrhundert in einer schweren Krise. Das stolze portugiesische Weltreich war weit hinter den anderen europäischen Kolonialmächten zurückgefallen und hatte 1822 die Kontrolle über Brasilien verloren, der mit Abstand wichtigsten Kolonie Portugals. Kontinentalportugal war ein rückständiger Agrarstaat in europäischer Randlage. Eine spezifische Demütigung in der Außenpolitik verstärkte die Krise weiter. Am 11. Januar 1890 stellte die britische Regierung unter Lord Salisbury der portugiesischen Regierung ein Ultimatum in Form eines „Memorandums“, in dem sie den Rückzug der portugiesischen Streitkräfte unter der Führung von Serpa Pinto aus dem Gebiet zwischen den Kolonien Angola und Mosambik (im heutigen Simbabwe und Sambia) forderte, einem Gebiet, das Portugal beanspruchte.

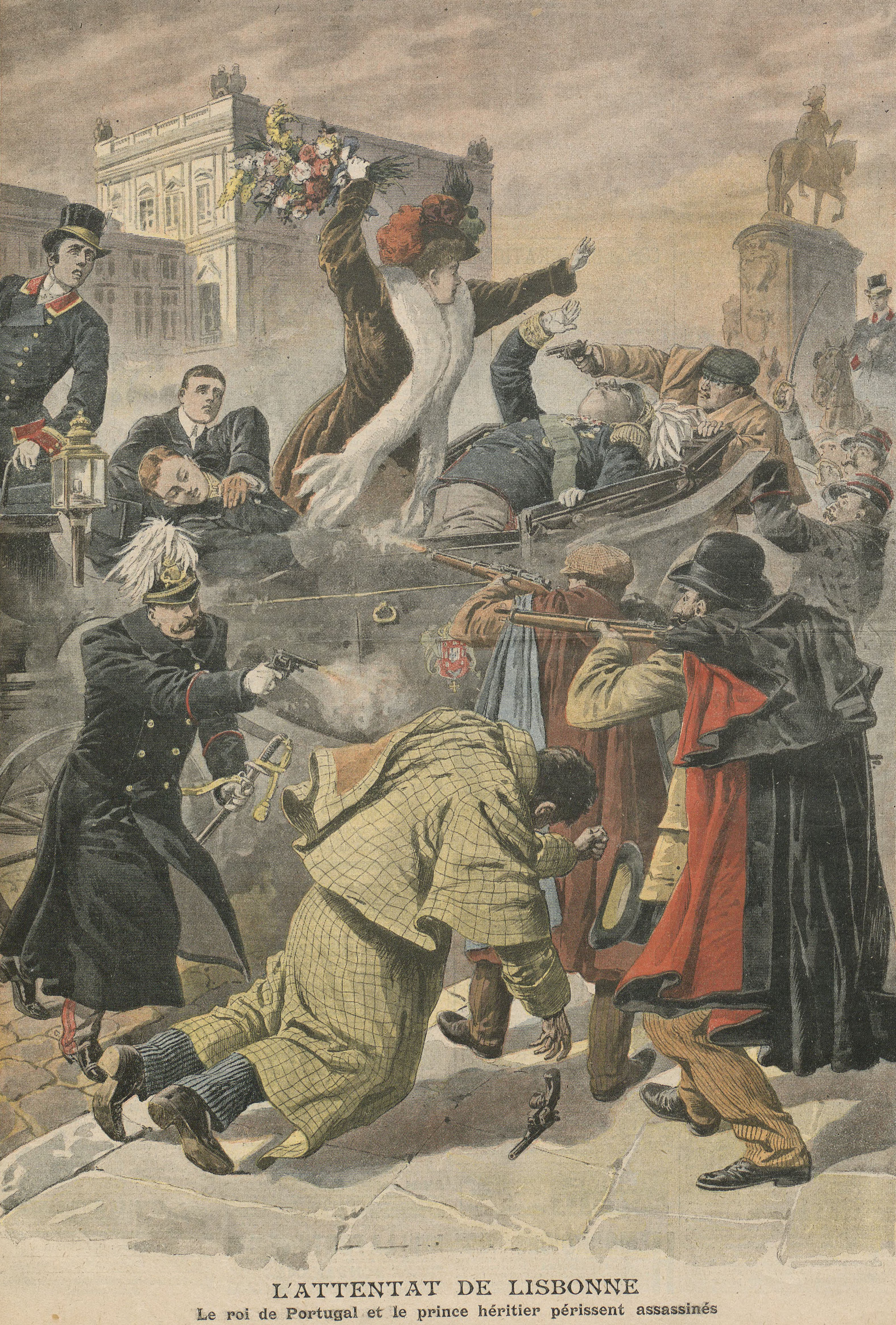
Darstellung der Ermordung des Königs 1908

Die rasche Erfüllung der britischen Forderungen durch die Regierung wurde von weiten Teilen der Bevölkerung und der Elite als nationale Demütigung empfunden, was zu einer tiefen Unzufriedenheit mit dem neuen König Karl I. von Portugal, der königlichen Familie und der Institution der Monarchie führte, die alle für den Prozess des „nationalen Niedergangs“ verantwortlich gemacht wurden. Am 31. Januar 1891 kam es in der Stadt Porto zu einem Aufstand des Militärs gegen die Monarchie, der sich hauptsächlich aus Unteroffizieren und Soldaten zusammensetzte. Die Bewegung wurde kurz darauf von einer militärischen Einheit  niedergeschlagen, wobei es 40 Verletzte und 12 Tote gab. Die gefangenen Rebellen wurden verurteilt. 250 erhielten Strafen zwischen 18 Monaten und 15 Jahren Verbannung in Afrika.
In dieser Atmosphäre der allgemeinen Unzufriedenheiten bildeten sich zahlreiche republikanische und antimonarchische Gruppen und Geheimgesellschaften. Viele der Republikaner waren auch antiklerikal eingestellt und machten den großen Einfluss der katholischen Kirche und ihres Klerus für die technologische und wirtschaftliche Rückständigkeit des Landes verantwortlich. Am 1. Februar 1908 wurden der König, Karl I., und sein ältester Sohn und Thronfolger, Ludwig Philipp, auf dem Rückweg vom Herzogspalast in Vila Viçosa im Alentejo, wo sie sich zur Jagd aufgehalten hatten, in Lissabon ermordet. Hinter der Tat sollen republikanische Mitglieder der Carbonária gesteckt haben, einem portugiesischen Ableger der italienischen Carbonari.
Der Königsmord von Lissabon beschleunigte das Ende der Monarchie, indem er den jungen und unerfahrenen Manuel II. auf den Thron setzte und die monarchischen Parteien spaltete. Der junge König begann seine Herrschaft mit der Ernennung einer Konsensregierung unter dem Vorsitz von Admiral Francisco Joaquim Ferreira do Amaral, welche politische Zugeständnisse machte. Diese Regierung der Befriedung, wie sie genannt wurde, erreichte zwar eine vorübergehende Beruhigung, war aber nur von kurzer Dauer. Die politische Lage verschlechterte sich schnell wieder, so dass es innerhalb von zwei Jahren sieben verschiedene Regierungen gab. Die monarchischen Parteien waren uneinig, während die Republikaner weiter an Boden gewannen. Die letzten Wahlen vom 5. April 1908 waren ein Erfolg für die Republikaner, obwohl das Wahlrecht sie benachteiligte. Diese waren damit aber nicht zufrieden. Ein gewaltsamer Umsturz wurde zum Ziel.

## Ablauf der Revolution

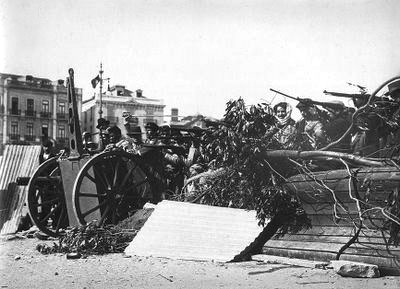
Barrikaden der Rebellen auf dem Praça Marquês de Pombal (1910)

Trotz des Wahlerfolgs der republikanischen Bewegung rief der revolutionärste Teil der Republikanischen Partei zum bewaffneten Kampf auf, da dies das beste Mittel sei, um in kurzer Zeit die Macht zu erlangen. Diese Fraktion ging als Sieger aus dem Parteitag hervor, der vom 23. bis 25. April 1909 in Setúbal stattfand. Das Direktorium, das sich aus den gemäßigten Teófilo Braga, Basílio Teles, Eusébio Leão, José Cupertino Ribeiro und José Relvas zusammensetzte, erhielt vom Parteitag den unbedingten Auftrag, die Revolution zu beginnen. Die logistische Rolle bei der Vorbereitung des Komplotts wurde den radikalsten Elementen zugewiesen. Das zivile Komitee wurde von Afonso Costa, João Pinheiro Chagas und António José de Almeida gebildet, während der Admiral Carlos Cândido dos Reis das militärische Komitee leitete. António José de Almeida wurde mit der Organisation von Geheimgesellschaften wie der Carbonária - an deren Spitze der Marinekommissar António Machado Santos stand -, den Freimaurern und der von Miguel Bombarda geführten Junta Liberal beauftragt. Dieser angesehene Arzt spielte eine wichtige Rolle bei der Verbreitung republikanischer Propaganda unter der Bourgeoisie, was viele Sympathisanten für die republikanische Sache brachte.
Die Zeit zwischen dem Kongress von 1909 und dem Ausbruch der Revolution war von großer Instabilität und politischen und sozialen Unruhen geprägt, mit mehreren Aufstandsdrohungen, die die Revolution aufgrund der Ungeduld der von Machado Santos angeführten und zum Handeln bereiten Marine gefährdeten. Die Revolution war bereits antizipiert worden und zahlreiche Gerüchte verbreiteten sich in den Wochen davor in Lissabon. Am 3. Oktober 1910 wurde Miguel Bombarda von einem psychisch kranken ehemaligen Patienten ermordet. Auch wenn die Tat anscheinend keinen politischen Hintergrund hatte, bildete sie den Funken für die Revolution. Der Aufstand begann schließlich am 3. Oktober 1910, als sich Bewaffnete auf dem Praça Marquês de Pombal versammelten. Knapp 2000 Soldaten und Matrosen im Militär rebellierten am 3. und 4. Oktober und erlangten die Kontrolle über mehrere Schlachtschiffe der Marine. Die Regierung erhoffte sich die Hilfe der Streitkräfte, die allerdings von den Republikanern unterwandert worden waren. Die Rebellen hatten außerdem die Telegrafenverbindungen und die Eisenbahnstrecken erfolgreich sabotiert, sodass keine erfolgreiche Kommunikation mit der Hauptstadt mehr möglich war. Auch konnte keine Verstärkung von der Halbinsel Setúbal eintreffen, da der Fluss Tajo von Schiffen der Rebellen kontrolliert wurde.

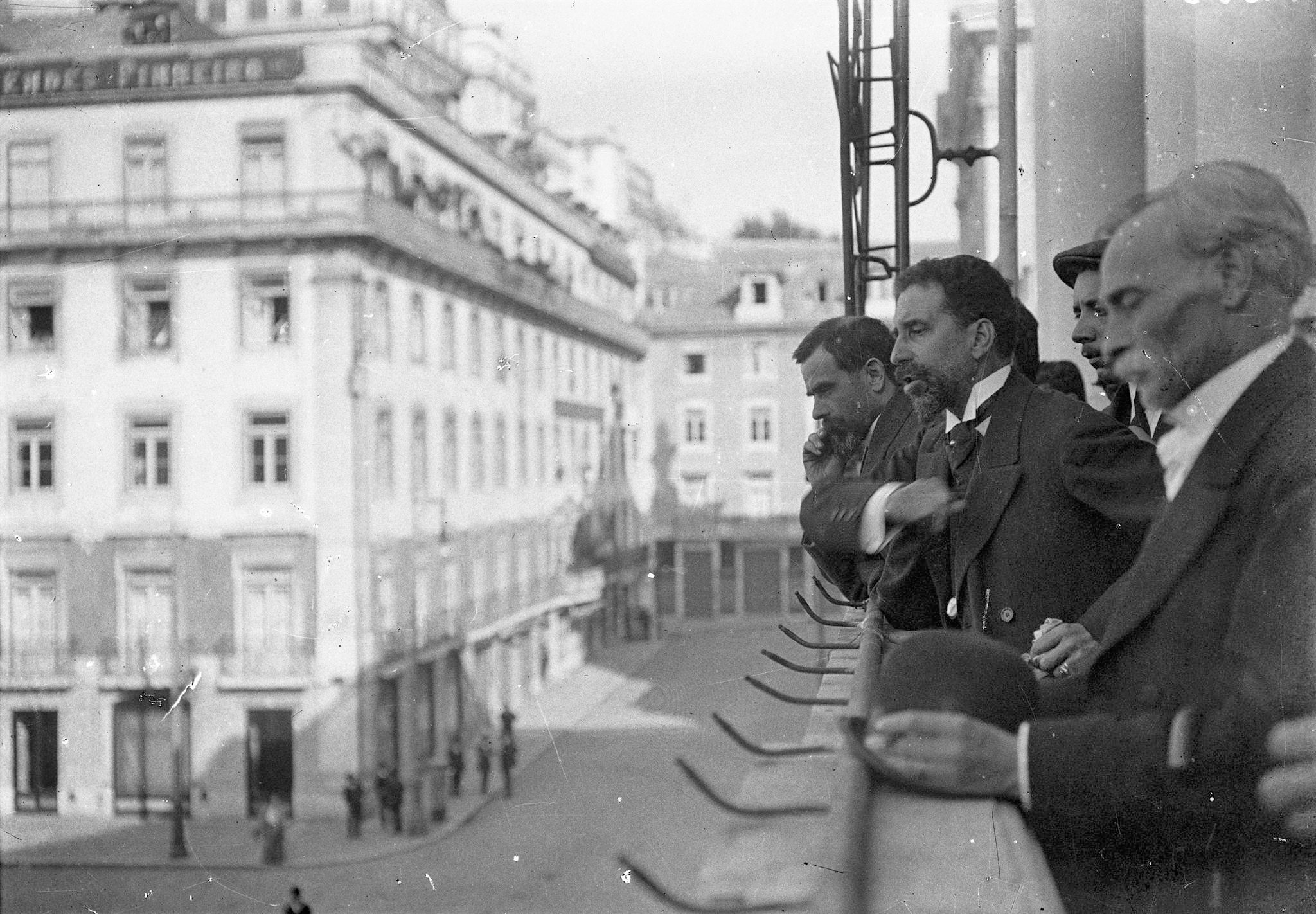
Ausrufung der Republik durch José Relvas am 5. Oktober 1910

Kein effektiver Widerstand konnte geleistet werden und so war der Staatsstreich erfolgreich. Am Morgen des 5. Oktober verkündete José Relvas vom Rathaus in Lissabon die Ausrufung der Republik. König Manuel II., der sich nach Mafra zurückgezogen hatte, musste ins Exil gehen. Daraufhin wurde eine provisorische Regierung unter dem Vorsitz von Mitgliedern der Portugiesischen Republikanischen Partei ernannt, die das Land bis zur Annahme einer neuen Verfassung regierten.
Die Revolution verlief allerdings nicht völlig unblutig und forderte Dutzende von Opfern, die bei Kämpfen zwischen Rebellen und Regierungstruppen in Lissabon ums Leben kamen. Die genaue Zahl ist nicht bekannt, aber am 6. Oktober waren 37 Tote in der Leichenhalle registriert worden. Mehrere Verletzte wurden in die Krankenhäuser eingeliefert, von denen einige später starben.

## Folgen

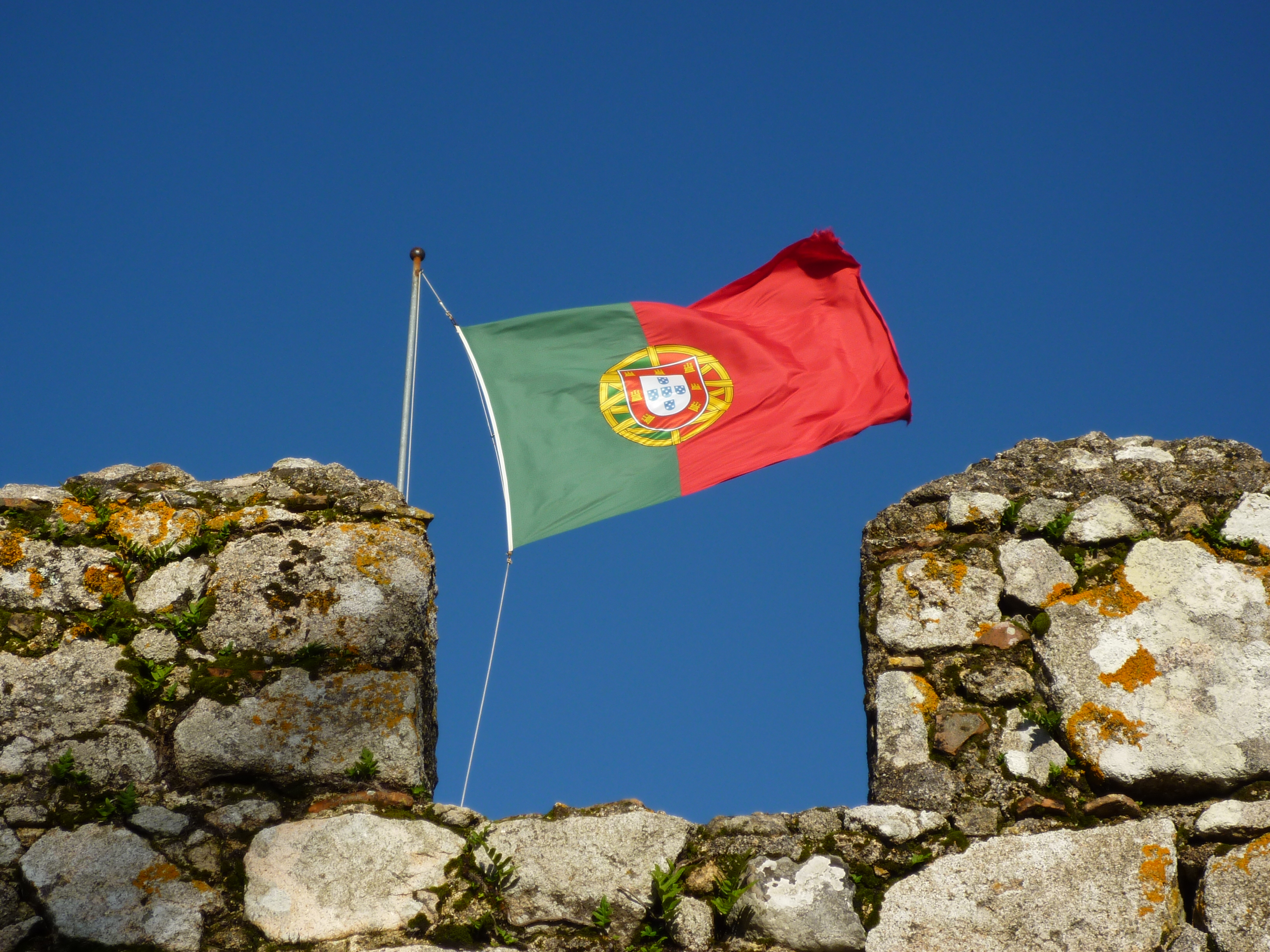
Flagge der Portugiesischen Republik

Während ihrer Regierungszeit ergriff die provisorische Regierung eine Reihe wichtiger Maßnahmen, die anhaltende Auswirkungen hatten. Es wurde eine umfassende Amnestie für Verbrechen gegen den Staat und die Kirche verabschiedet. Zahlreiche antiklerikale Maßnahmen wurden von den Republikanern verabschiedet und die Trennung von Staat und Religion beschlossen. Die Regierung schloss die Klöster, verbot den Religionsunterricht in den Schulen und verstaatlichte Kirchenbesitz. Auch die Scheidung wurde erlaubt, ebenso wie die Gleichberechtigung von Mann und Frau in der Ehe. Zahlreiche repressive Maßnahmen gegen den Klerus, darunter massenhafte Verhaftungen von Priestern und das Verbot von religiösen Orden waren allerdings sehr kontrovers und führten zum Widerstand religiöser Portugiesen. Die Verfolgung der Kirche war so offenkundig und schwerwiegend, dass sie die Irreligiösen und schwach Religiösen zu einer neuen Religiosität trieb und sogar protestantische Diplomaten der Briten beunruhigte, die deshalb die Anerkennung der jungen Republik zu verweigern drohten. Am 24. Mai 1911 erließ Papst Pius X. die Enzyklika Iamdudum, in der er die Antiklerikalen für die die „unglaubliche Reihe von Exzessen und Verbrechen, die in Portugal zur Unterdrückung der Kirche begangen wurden“, verurteilte.
Daneben wurden alte Adelsprivilegien abgeschafft und den Kolonien mehr Autonomie vom Mutterland gewährt. Die nationalen Symbole wurden geändert, darunter eine neue Flagge und Nationalhymne. Die grün-rote Flagge Portugals ist bis heute im Gebrauch. Auch eine neue Währungseinheit wurde eingeführt - der Escudo, der tausend alten Réis entsprach.
Die Reformen des Staates wurden mit der Verabschiedung der Verfassung der Portugiesischen Republik und der Wahl des ersten verfassungsmäßigen Präsidenten der Republik, Manuel de Arriaga, bestätigt. Am 24. August 1911 trat die provisorische Regierung zurück, was am 3. September 1911 vom Präsidenten der Republik angenommen wurde und das Ende einer mehr als zehnmonatigen Übergangszeit und den offiziellen Beginn der Ersten Portugiesischen Republik bedeutete. Diese neue Republik war allerdings sehr instabil und wurde von monarchistischen Aufständen, häufigen Regierungswechseln und anhaltender innenpolitischer Spaltung geprägt. Republikaner lieferten sich Grabenkämpfe, wobei das Verhältnis zur Kirche und die Ausgestaltung der neuen Republik Anlass zu Streitigkeiten lieferte. Dies mündete 1926 in einem Militärputsch und dem Entstehen eines konservativen Ständestaates, dem Estado Novo, welcher einige, aber nicht alle Reformen der ersten Republik rückgängig machte.

## Internationale Anerkennung
Ein wichtiges Anliegen der neuen republikanischen Regierung war die Anerkennung durch andere Nationen. Im Jahr 1910 war die überwiegende Mehrheit der europäischen Staaten Monarchien. Außenpolitisch versprach die neue Regierung deshalb Kontinuität und die Einhaltung aller internationalen Abkommen. Da der brasilianische Marschall Hermes da Fonseca den gesamten Prozess des Regimewechsels persönlich miterlebte, da er zu einem offiziellen Besuch in Portugal eintraf, als das Land noch eine Monarchie war, und es verließ, als es eine Republik war, ist es nicht verwunderlich, dass Brasilien das erste Land war, das das neue portugiesische politische Regime de jure anerkannte. Am 22. Oktober erklärte die brasilianische Regierung, dass „Brasilien alles tun wird, was für das Glück der edlen portugiesischen Nation und ihrer Regierung und für das Wohlergehen der neuen Republik möglich ist“. Es folgten noch im Jahr 1910 vorwiegend Republiken in Lateinamerika, welche die neue Regierung anerkannten. 
Weniger als einen Monat nach der Revolution, am 10. November 1910, erkannte die britische Regierung die portugiesische Republik de facto an und bekundete „den lebhaften Wunsch Seiner Britischen Majestät, freundschaftliche Beziehungen zu Portugal zu unterhalten“. Nach der Verabschiedung einer Verfassung und der Wahl eines Präsidenten erkannten die meisten Staaten Europas die republikanische Regierung Portugals ebenfalls an. Aufgrund der Spannungen zwischen der jungen Republik und der katholischen Kirche wurde die Zusammenarbeit mit dem Heiligen Stuhl ausgesetzt, und der Vatikan erkannte die Portugiesische Republik erst am 29. Juni 1919 an. 